# Villapiana
Villapiana é uma comuna italiana da região da Calábria, província de Cosenza, com cerca de 4.762 habitantes. Estende-se por uma área de 38 km², tendo uma densidade populacional de 125 hab/km². Faz fronteira com Cassano allo Ionio, Cerchiara di Calabria, Plataci, Trebisacce.

## Demografia
| Variação demográfica do município entre 1861 e 2011                               |
|                                                                                   |
| Fonte: Istituto Nazionale di Statistica (ISTAT) - Elaboração gráfica da Wikipedia |